# تشاكي براون
تشاكي براون (بالإنجليزية: Chucky Brown)‏ مواليد 29 فبراير 1968 في نيويورك، هو لاعب كرة سلة أمريكي سابق أصبح مدرباً بدأ مسيرته الاحترافية في سنة 1989. تم اختياره من قبل فريق كليفلاند كافالييرز خلال الدرافت. يبلغ طوله 6 قدم 7 بوصة (2.0 م). اعتزل اللعب في 2002. فاز بلقب دوري إن بي إيه. أحرز خلال مسيرته في الإن بي إيه 4125 نقطة بمعدل 5.9 نقاط في المباراة الواحدة.

## المسيرة الاحترافية
لعب مع كليفلاند كافالييرز من سنة 1989 إلى 1992، ثم لعب مع لوس أنجلوس ليكرز في موسم 1991–1992، ثم لعب مع بروكلين نتس في موسم 1992–1993، ثم لعب مع دالاس مافيريكس في سنة 1993، ثم لعب مع هيوستن روكتس من سنة 1994 إلى 1996، ثم لعب مع فينيكس صنز في سنة 1996، ثم لعب مع ميلووكي باكز في موسم 1996–1997.

## روابط خارجية
- تشاكي براون على موقع إن بي أي (الإنجليزية)
- تشاكي براون على موقع سبورتس رفرنس (الإنجليزية)
- تشاكي براون على موقع كرة السلة الأوروبية.كوم (الإنجليزية)
- تشاكي براون على موقع كلية كرة السلة في سبورتس رفرنس.كوم (الإنجليزية)
- تشاكي براون على موقع ريلجم (الإنجليزية)
- تشاكي براون على موقع بروبوليرز (الإنجليزية)